# Heliogàbal (sala de concerts)
Heliogàbal és una sala de concerts i recitals situada al barri de Gràcia de Barcelona, fundada el 1995 per Paolo d’Antonio i Memi March. L’espai es va constituir com una associació cultural a la Barcelona postolímpica.

## Història
L’Heliogàbal va obrir al carrer de Ramón y Cajal de Gràcia el 1995, inicialment com un punt de trobada per a artistes, poetes i públic de l’escena alternativa i marginal. En els primers anys va destacar pels recitals de poesia i concerts de música experimental, amb un funcionament per a socis que implicava trucar al timbre per poder accedir-hi. Figures com el fotògraf Albert Pijuan, la cantant Laura Maure, el músic Miquel Cabal i Artur Estrada van tenir un paper clau en la seva gestió i programació.

## Activitat artística i projecció
Entre 2007 i 2015 va viure la seva època més intensa, amb fins a 250 concerts anuals en un espai de només 70 m². Malgrat aquestes limitacions, rebia fins a tres propostes diàries de grups que volien actuar-hi. El local ha estat trampolí per a artistes com Manel, fitxats després d’esgotar tres concerts pocs dies després de publicar el seu primer disc, i Rosalía, que hi va actuar el 2015 amb Refree en els seus inicis. També hi han actuat Mishima, The New Raemon, Robert Forster, Lydia Lunch, Els Catarres, Maria Rodés, Sr. Chinarro, Xarim Aresté i molts altres noms destacats de l’escena local i internacional.
A més de concerts, l’Heliogàbal ha acollit exposicions i presentacions d’artistes com Pascal Comelade, Dominique A, Enric Casasses i Macromassa. El local ha estat un punt de trobada on han nascut nombrosos projectes musicals i artístics a partir de converses posteriors als concerts.

## Reconeixement i premis
El 2012, l’Heliogàbal va rebre el Premi Ciutat de Barcelona en la categoria de música. El jurat —format per Manel Camp (president), Oriol Gibert, Albert Puig, Eva Vila i Maria Lladó— va decidir per unanimitat concedir el premi de música a l’Heliogàbal, en reconeixement a la seva programació anual i al seu paper com a espai de creació de referència, motor i punt de trobada de l’escena musical catalana. Malgrat aquest reconeixement, els responsables del local han denunciat reiteradament la manca de suport institucional i l’absència d’un marc legal estable que garanteixi la seva activitat.

## Reformes i situació recent
El 2023, després d’una reforma per ampliar l’espai i millorar l’escenari, la sala va reobrir mantenint el seu compromís amb la cultura de proximitat i els concerts de petit format. Tot i això, les restriccions d’aforament i la situació econòmica continuen condicionant-ne el futur.